# Уряд Делі
Уряд Делі (англ. Government of Delhi) — вищий орган влади індійської території Делі (або Столичної території Делі), що, однак, має обмежені повноваження у порівнянні з рештою територій, оскільки частину владних функцій бере на себе Союзний уряд. Певні адміністративні питання перебувають у веденні трьох міських корпорацій, на які поділяється юрисдикція території: Муніципальної корпорації Делі, Муніципального комітету Нью-Делі і Військової ради Делі.
Уряд Делі складається з виконавчої, судової і законодавчої гілок. Офіційним головою території є лейтенант-губернатор, призначений президентом Індії за рекомендацією Союзного кабінету, його позиція переважно представницька. Головний міністр є головою виконавчої влади. Найвищий судовий орган Делі — Високий суд, разом з ним тут працюють суди нижчої інстанції: Суд дрібних справ для громадських питань і Сесійний суд для кримінальних. Законодавча влада представлена однопалатними Законодавчими зборами, що складаються з 70 депутатів, що обираються терміном на 5 років.
| Прапор Індії | Це незавершена стаття про Індію. Ви можете допомогти проєкту, виправивши або дописавши її. |